# Zorka Černohorská
Ljubica Petrovićová-Njegošová, známá pod jménem Zorka a po sňatku jako Zorka Karađorđevićová (23. prosinec 1864 Cetinje – 16. březen 1890 Cetinje) byla černohorská princezna a nejstarší potomek černohorského knížete a později krále Nikoly I. Petroviće-Njegoše a jeho ženy, královny Mileny.
Byla členkou černohorské královské rodiny a dynastie Petrovićů-Njegošů. Sňatkem s Petrem Alexandrem Karađorđevićem, budoucím srbským králem Petrem I., se stala také členkou dynastie Karađorđevićů a srbskou korunní princeznou.

## Život
Narodila se 23. prosince 1864 v královském paláci Nikoly I. v Cetinje, historickém hlavním městě Černé Hory. O šest dní později byla v Dajbabském klášteře pokřtěna na Ljubicu Milenu. Jejím kmotrem byl Michal III., srbský kníže.
Před svatbou byla vzdělávána na dvoře ruského cara Alexandra II., kde si ji oblíbila především carevna Marie Alexandrovna.

### Manželství a děti
Dne 1. srpna 1883 se vdala za srbského korunního prince Petra Karađorđeviće. Bohatý a velký svatební obřad proběhl v kostele řecké pravoslavné církve nedaleko Cetinje.
Zorka s Petrem měli celkem pět dětí:
- 1. Helena Karađorđević (4. 11. 1884 Cetinje – 16. 10. 1962 Nice)
  - ⚭ 1911 Jan Konstantinovič Ruský (5. 7. 1886, Pavlovsk – 18. 7. 1918 Alapajevsk)
- 2. Milena (28. 4. 1886 Cetinje – 21. 12. 1887 tamtéž)
- 3. Jiří Karađorđević (27. 8. 1887 Cetinje – 17. 10. 1972 Bělehrad), srbský korunní princ, následník trůnu
  - ⚭ 1947 Radmila Radonjić (4. 7. 1907 Bělehrad – 5. 9. 1993)
- 4. Alexandr I. Karađorđević (16. 12. 1888 Cetinje – 19. 10. 1934 Marseille), jugoslávský král od roku 1921 až do své smrti
  - ⚭ 1922 Marie Rumunská (6. 1. 1900 Gotha – 22. 6. 1961 Londýn)
- 5. Andrej (*/† 16. 3. 1890 Cetinje)

## Smrt
Zemřela ve věku 25 let dne 16. března 1890 v Cetinje po porodu syna Andreje, jenž se narodil již mrtvý. Ze zoufalosti nechal její manžel Petr povolat doktory z Vídně, avšak již ji nebylo pomoci. Zemřela se slovy: "To ty budeš králem, Petře", jež patřily jejímu muži, který se králem opravdu později stal.
Byla pochována v chrámu sv. Jiří v srbském Topole. Svou smrtí byla ušetřena nepříjemných událostí, které později nastaly. Její nejstarší syn Jiří Karađorđević, dědic trůnu, byl donucen vzdát se svých práv korunního prince v důsledku záchvatu, v němž zabil svého sluhu, a později byl uvězněn. Její nejmladší syn Alexandr I. Karađorđević se stal králem Srbů, Chorvatů a Slovinců a pozdějším jugoslávským králem jako Alexandr I. Dne 9. října 1934 byl zabit, když na něj byl v Marseille spáchán atentát. Její otec Nikola I. Petrović-Njegoš byl sesazen z černohorského trůnu a musel i s královskou rodinou nucen odejít do exilu, zatímco byla Černá Hora spojena se Srbskem.